# 圣徒-蒙锥克区

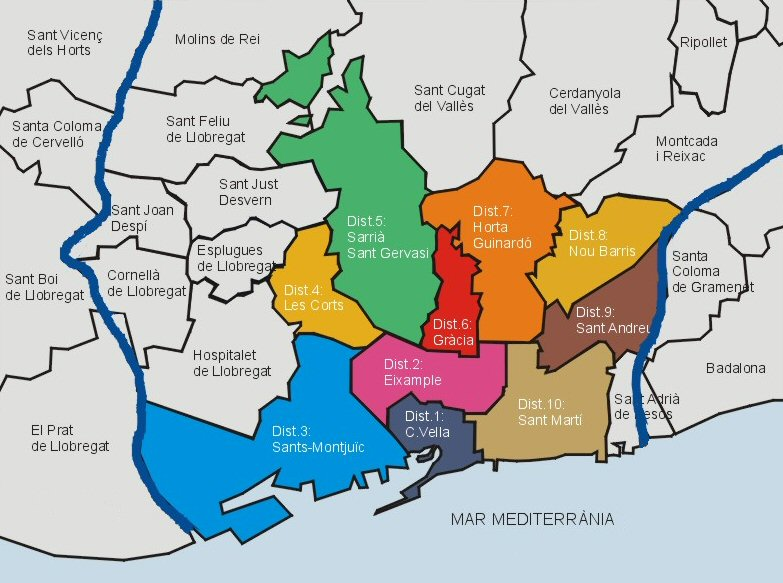
巴塞罗那区份，蓝色为圣徒-蒙特惠奇区

圣徒-蒙锥克区是巴塞罗那的10个区的第三区，位于该市的南部，包括一些非常不同的地区。根据2005年人口统计，该区有177636人。它毗邻Les Corts、扩展区、旧城区，以及奥斯皮塔莱特和埃尔普拉特两市。
圣徒-蒙特惠奇区曾是独立的市，后来并入巴塞罗那。其核心是圣徒（Sants）。